# えんどコイチ
えんど コイチ（本名 遠藤 幸一、1956年9月28日 - ）は、日本の漫画家。新潟県白根市（現在は新潟市南区）出身。血液型O型。

## 来歴
1981年、週刊少年チャンピオン（秋田書店）掲載の『遠足の日』でデビュー。
1981年、週刊少年チャンピオンで『アノアノとんがらし』を連載後、集英社へ移籍。1983年末からフレッシュジャンプで『死神くん』を連載。
1984年からは週刊少年ジャンプでも『ついでにとんちんかん』を連載、アニメ化もされるなど、ヒット作となる。その後は少年漫画誌や青年漫画誌を中心に作品を発表している。

## 人物
『ついでにとんちんかん』のヒットで、一般的にはギャグ漫画家だと認識されているが、えんど自身は「ギャグも描ける作家である」と認識して欲しかったらしく、続編の『ミラクルとんちんかん』連載終了後、ギャグメインの作品をほとんど発表していない時期があった。
文庫版『ついでにとんちんかん』によると、現在（文庫版発刊時）も独身とのこと。
虻川美穂子（北陽）のブログ（2011年6月1日分）によると、えんどコイチと会い、とんちんかんメンバー4人が描かれたサイン色紙を貰ったとのこと。また、その後も虻川のブログにてえんどコイチと会った事が書かれているなど、交流が続いていることが窺える。また、地元のジャズバンドで、ベーシストとして活動している。

## 作品リスト

### 単行本
- アノアノとんがらし（1981年、週刊少年チャンピオン、秋田書店、全4巻）
- 死神くん（1983年、フレッシュジャンプ、月刊少年ジャンプ、集英社、全13巻、愛蔵版および文庫版全8巻）
- ついでにとんちんかん（1985年、週刊少年ジャンプ、集英社、全18巻、文庫版全6巻）
  - ミラクルとんちんかん（1992年、月刊少年ジャンプ、集英社、全4巻）
  - オリジナルクエスト（ミラクルとんちんかん番外編）（1994年、月刊少年ジャンプ、集英社、全1巻）
- ミラクルプッツン大冒険（1987年、フレッシュジャンプ、集英社、全1巻）
- 不可思議堂奇譚（1994年、週刊少年ジャンプ、集英社、全1巻）
- リトル 〜神様修行中〜（原作）（2001年、作画:小西紀行、月刊少年ジャンプ、集英社、全1巻）
- END ZONE（2001年、月刊少年ジャンプ、集英社、全2巻）
- ライフトレイン（2014年、主任がゆく!スペシャル、ぶんか社、全1巻）

### 未単行本化作品
- はらたち日記（2001年、コミック天誅、ホーム社）

### 読切
- 遠足の日（1981年、週刊少年チャンピオン、秋田書店、『アノアノとんがらし』4巻収録）
- マジカルミラクル（1981年、週刊少年チャンピオン、秋田書店）
- サンタのおじさん（1982年、週刊少年チャンピオン、秋田書店、『アノアノとんがらし』4巻収録）
- 私設警察テクポリ（1986年、フレッシュジャンプ、集英社、JC『ついでにとんちんかん』20巻収録）
- サバイバル・ハネムーン（1988年、月刊少年ジャンプ・オータムスペシャル、集英社、JC『ついでにとんちんかん』20巻収録）
- なにゆえレイユ（1989年、少年ジャンプ・オータムスペシャル、集英社、JC『オリジナルクエスト』収録）
- ぱられるクロス（1990年、週刊少年ジャンプ24号、JC『オリジナルクエスト』収録）
- 死体は語る（1991年、原作：上野正彦、脚本：棟居仁、月刊少年ジャンプ増刊）
- お先まっ暗暗闇家族（1992年、ジャンプオリジナル9月増刊号、JC『オリジナルクエスト』収録）
- コイチの人性劇場（みこすり半劇場、ぶんか社）

## アシスタント
- にわのまこと